# Gnetum parvifolium
Gnetum parvifolium (Warb.) W.C.Cheng – gatunek rośliny z rodziny gniotowatych (Gnetaceae Blume). Występuje naturalnie w Laosie, Wietnamie oraz Chinach (w prowincjach Fujian, Guangdong, Kuejczou, Hajnan, Hunan i Jiangxi oraz regionie autonomicznym Kuangsi). 

## Morfologia
PokrójWiecznie zielone, zdrewniałe liany. Dorasta do 12 m wysokości. Kora ma brązową barwę.
LiścieMają kształt od odwrotnie jajowaty lub eliptycznego. Mierzą 2,5–10 cm długości i 1,5–5 cm szerokości. Są skórzaste. Blaszka liściowa jest o ostrym lub spiczastym wierzchołku. Ogonek liściowy jest nagi i dorasta do 5–10 mm długości.
KwiatySą jednopłciowe, zebrane w szyszki przypominające kłosy. Oś szyszki jest nierozgałęziona. Kwiaty męskie zebrane są po 40–70, z 10–12 płonnymi kwiatami żeńskimi, mierzą do 1–1,5 cm długości. Kwiaty żeńskie zebrane są po 5–8.
NasionaJako roślina nagonasienna nie wykształca owoców. Nasiona mają kształt od elipsoidalnego do wrzecionowatego i osiągają 16–22 mm długości.

## Biologia i ekologia
Roślina dwupienna. Rośnie w wiecznie zielonych lasach, na wysokości do 1000 m n.p.m. Kwiaty są zapylane od kwietnia do lipca, natomiast nasiona dojrzewają od lipca do listopada.